# Ceratagallia sanguinolentus
Ceratagallia sanguinolentus är en insektsart som beskrevs av Léon Abel Provancher 1872. Ceratagallia sanguinolentus ingår i släktet Ceratagallia och familjen dvärgstritar. Inga underarter finns listade i Catalogue of Life.